# Jim Hunter
James Mark Hunter, detto Jim (Shaunavon, 30 maggio 1953), è un ex sciatore alpino canadese.

## Biografia
Sciatore polivalente attivo negli anni 1970, Hunter ottenne il primo piazzamento in Coppa del Mondo il 27 febbraio 1971 a Heavenly Valley in slalom gigante (9º) e l'anno dopo agli XI Giochi olimpici invernali di Sapporo 1972, sua prima presenza olimpica, si classificò 20º nella discesa libera, 11º nello slalom gigante e 19º nello slalom speciale; vinse inoltre la medaglia di bronzo nella combinata, disputata in sede olimpica ma valida solo per i Mondiali 1972.
In Coppa del Mondo ottenne due podi, entrambi nella stagione 1975-1976: 3º nella discesa libera della Lauberhorn di Wengen del 10 gennaio, dietro a Franz Klammer e Philippe Roux, e 2º nella combinata dell'Hahnenkamm di Kitzbühel del 25 gennaio, dietro a Walter Tresch e davanti a Gustav Thöni. Ai successivi XII Giochi olimpici invernali di Innsbruck 1976, sua ultima presenza olimpica, fu 10º nella discesa libera, 22º nello slalom gigante e 23º nello slalom speciale; si classificò inoltre 8º nella combinata, disputata in sede olimpica ma valida solo per i Mondiali 1976. Ottenne l'ultimo piazzamento in Coppa del Mondo il 18 marzo dello stesso anno a Mont-Sainte-Anne in slalom gigante (9º) e gli ultimi risultati della sua carriera ai Campionati canadesi 1977, disputati nella medesima località, vincendo la medaglia d'oro nello slalom gigante e nella combinata e quella d'argento nello slalom speciale.

## Palmarès

### Mondiali
- 1 medaglia:
  - 1 bronzo (combinata a Sapporo 1972)

### Coppa del Mondo
- Miglior piazzamento in classifica generale: 13º nel 1976
- 2 podi:
  - 1 secondo posto
  - 1 terzo posto

### Campionati canadesi
- 11 medaglie (dati parziali)[1][2]:
  - 10 ori (slalom gigante nel 1971; slalom gigante nel 1973; slalom gigante, slalom speciale, combinata nel 1975; slalom gigante, slalom speciale, combinata nel 1976; slalom gigante, combinata nel 1977)
  - 1 argento (slalom speciale nel 1977; dati parziali)

## Riconoscimenti
- John Semmelink Memorial Award nel 1977[1][3]
- U.S. National Ski Hall of Fame nel 1978[3]